# Timnat-Serach

Ingresso della Tomba di Caleb

Secondo la Bibbia, Timnat-Serach (in ebraico תּמנת סרח‎?, timnaṯ seraḥ: così nel libro di Giosuè 19,49-50.24,30) o Timnat-Cheres (timnaṯ ḥeres: così nel libro dei Giudici 2,8-9) era una località della regione montagnosa di Efraim (oggi parte del governatorato di Salfit), a nord del monte Gaas, inclusa nell'eredità di Giosuè (Gs 19,49-50), che vi costruì una cittadina e vi fu sepolto (Gs 24,30).  
La tradizione ebraica vi colloca anche la tomba di Caleb.
Probabilmente le due denominazioni, in cui le stesse lettere dell'alfabeto ebraico compaiono in ordine inverso, sono dovute ad errori nella tradizione scritta. Alcuni identificano la località con l'odierna Khirbet Tibnah, a una trentina di chilometri a sud di Shechem (odierna Nablus), posta a nordovest di Ariel.